# Chemin de Fer du Val de Passey
| Chemin de Fer du Val de Passey           | Chemin de Fer du Val de Passey |
| ---------------------------------------- | ------------------------------ |
| Bagnall-Lokomotive Charles               |                                |
| Lage der Museumsbahn bei Choloy-Ménillot |                                |
| Streckenlänge:                           | 0,8 km                         |
| Spurweite:                               | 600 mm (Schmalspur)            |
|                                          |                                |

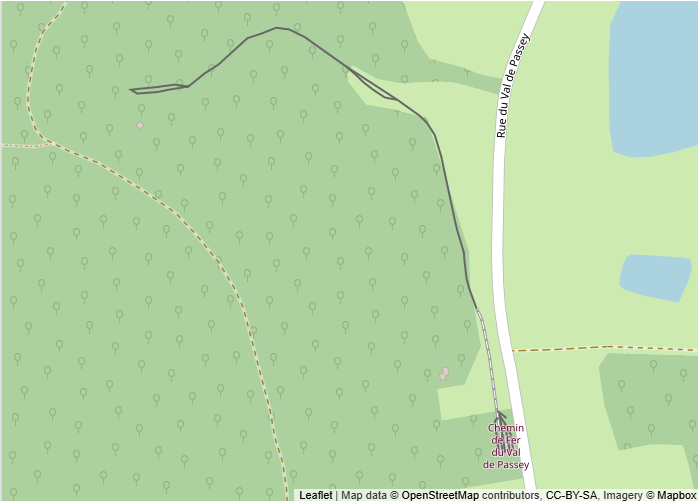
Streckenverlauf Chemin de Fer du Val de Passey (OpenStreetMap)

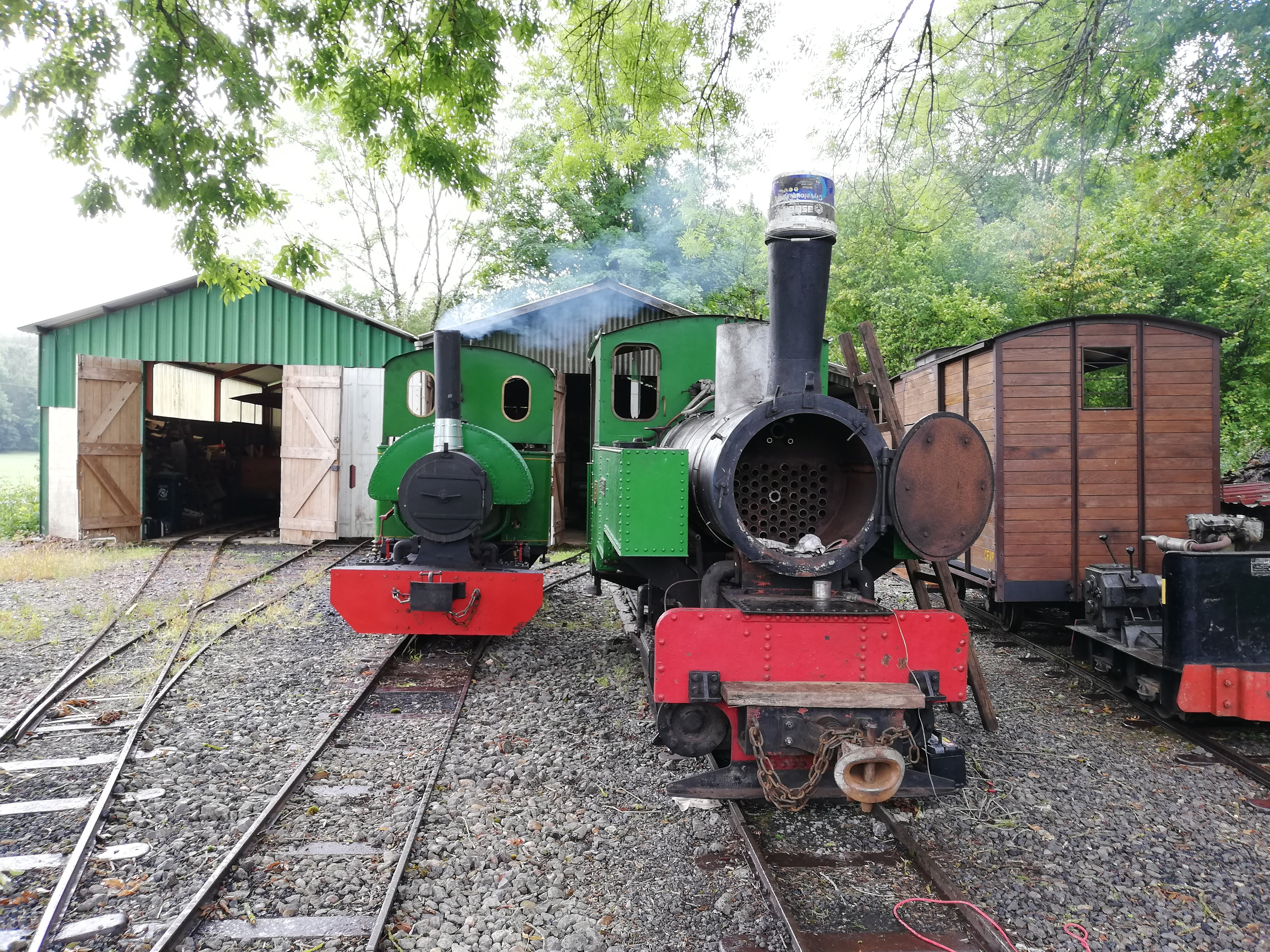
Bagnall-Lokomotive Charles und Decauville-Lokomotive Simonne

Die Chemin de fer du Val de Passey, abgekürzt CFVP, war eine kleine touristische Schmalspurbahn in 600-mm-Spurweite, gelegen im Val de Passey bei Choloy-Ménillot, südwestlich von Toul, im Department Meurthe-et-Moselle, in Lothringen (Region Grand Est). Sie war auf einer Länge von 0,8 km auf einem privaten Grundstück errichtet worden und bot fünf bis sechs öffentliche Fahrtage im Jahr an.

## Geschichte und Strecke
Die Schmalspurbahnstrecke mit einer Spurweite von 600 mm wurde 1970 von dem Bankier Jaques Maginot (* 19. August 1927; † 24. September 1998) auf seinem Grundstück in Choloy Menillot errichtet.
Der Betrieb begann mit der Bagnall-Lokomotive Charles, die Jaques Maginot 1968 in Belgien kaufte. Einige Jahre später erwarb er die Decauville-Lokomotive Simonne vom Typ Progrès. Auf dem privaten Grundstück wurden jedes Jahr öffentliche Fahrten angeboten, am Tag der offenen Tür mit beiden Lokomotiven im Betrieb. Nach seinem Tode im Jahre 1998 und dem seiner Frau Colette 2016 übernahm eine im Jahre 1978 gegründete Stiftung die Wartung und den Betrieb der Anlage. Probleme am Unterhaltungszustand der Strecke und mit der Bagnall-Satteltank-Dampflok erschwerten die Wiederaufnahme des touristischen Betriebes nach der COVID-Pandemie.
Die 800 m lange Schmalspurbahn führte von einem dreigleisigen Lokschuppen mit einem weiteren angrenzenden zweigleisigen Schuppen – gelegen an der Rue du Val de Passey, etwa einen Kilometer südwestlich des Ortsausgang – ein kurzes Stück in nördlicher Richtung entlang der Straße und bog dann in nordwestlicher Richtung zum 300 Meter entfernten zweigleisigen Bahnhof am Besucherparkplatz ab. Auf der weiteren Strecke durch den Wald zum zweigleisigen Endbahnhof wurden zwei Brücken passiert.

## Fahrzeuge
Die 5,5 Tonnen schwere B 2nt Satteltank-Lokomotive Charles wurde 1919 von W. G. Bagnall mit der Werksnummer 2094 gebaut. Sie ist eine von vier Lokomotiven (Werksnummern 2092–2095), die von Bagnall für Elias Wild & Son Ltd. gebaut wurden. Sie wurde in den 1930er Jahren in Belgien bei Ecausse d'Enghien eingesetzt und 1966 bei einem Unternehmer in Nivelles abgestellt. 1968 fand Jacques Maginot sie in renovierungsbedürftigem Zustand vor, zerlegte sie für eine anstehende Generalüberholung und baute sie anhand von Originalzeichnungen wieder auf. Dies ist zusammen mit der Lokomotive der Sarthe Museumsbahn eine von nur zwei noch existierenden Satteltank-Lokomotiven von Bagnall in Frankreich.
Die 10,5 Tonnen schwere C 2nt Decauville-Lokomotive Simonne war 1916 von den Établissements Decauville Ainé mit der Werksnummer 1587 erbaut worden. Im Gegensatz zu anderen Lokomotiven der Bauart Progrès von Decauville hat sie eine geneigte Führerstandsrückwand für eine bessere Bedienbarkeit. Diese Modifikation führte Jacques Maginot durch. Sie wurde im Ersten Weltkrieg von der französischen Armee und in der Nachkriegszeit bis Juni 1965 in der Zuckerfabrik Toury (Eure-et-Loir) eingesetzt. Dort erhielt sie den Namen „Simonne“, den Vornamen einer der drei Töchter des Direktors der Zuckerfabrik. Von dort wurde sie an den Besitzer eines Schlosses in Quinéville (Manche) namens Touquet verkauft, der sie im Schlossgarten unter freiem Himmel aufbewahrte. Als Jacques Maginot sie 1978 erwarb, war sie zwar gut erhalten, benötigte aber einen neuen Kessel, den er mit Hilfe eines professionellen Kesselbauers selbst wieder aufbaute.
Eine drei Tonnen schwere Gmeinder-Lok aus dem Jahr 1938 mit einem 25 PS starken 2-Zylinder Kaelble G 1102 Verbrennungsmotor stammt aus einem Steinbruch bei Sierck-les-Bains (Moselle) und wurde 1989 von einem Mitglied der Stiftung wieder in Betrieb genommen.
Die zweite Diesellokomotive war eine 0,9 Tonnen schwere Heim-Lokomotive vom Typ Liliput HDD mit der Werksnummer 302, gebaut 1952, und einem 8 PS starken Bernard W112 Motor.
Des Weiteren befanden sich bei der Bahn ein gutes Dutzend Personen-, Güterwagen und Kipploren, von denen ein Großteil von Jacques Maginot selbst gebaut worden war.
Simonne wurde bereits im November 2021 zunächst leihweise nach Fort d'Uxegney verlegt und im Jahre 2024 dorthin verkauft, im Jahre 2024 begann der Abbau der Anlage. Die Bagnall-Lokomotive soll auf verschiedenen Bahnen vorgeführt werden.